# Trey (ruisseau)
Pour les articles homonymes, voir Trey (homonymie).
Le Trey, est un ruisseau français qui coule dans le département de Meurthe-et-Moselle en région Grand Est. C'est un affluent de la Moselle en rive gauche, donc un sous-affluent du Rhin.

## Géographie
De 8,9 kilomètres de longueur, le Trey prend sa source sur le territoire de Thiaucourt-Regniéville, au sein du parc naturel régional de Lorraine. Il se dirige vers l'est, direction qu'il maintient jusqu'à son confluent avec la Moselle au niveau de la localité de Vandières.

## Hydrologie
Le Trey est une rivière moyennement abondante. La station hydrométrique de Vandières, située au niveau de son confluent, a relevé, sur un bassin de 38,7 kilomètres carrés, un module ou débit moyen interannuel de 0,363 m3/s. Les observations ont été faites durant une période de 29 ans allant de 1980 à 2008.
Le Trey présente des fluctuations saisonnières de débit assez fortes. Les hautes eaux se déroulent en hiver et au début du printemps, et se caractérisent par des débits mensuels allant de 0,546 à 0,720 m3/s, de janvier à avril inclus (avec un maximum en février). Les basses eaux ont lieu en été, de fin juillet à fin octobre, entraînant une baisse du débit moyen mensuel allant jusqu'à 0,085 m3 au mois de septembre (85 litres), ce qui reste assez consistant pour un aussi petit cours d'eau. Mais les fluctuations sont bien plus prononcées sur de plus courtes périodes, ou selon les années.
À l'étiage, le VCN3 peut chuter jusque 0,028 m3par seconde, en cas de période quinquennale sèche, soit 28 litres par seconde, ce qui n'est pas très sévère pour un aussi petit cours d'eau. 
Les crues peuvent être importantes, du moins proportionnellement au bassin versant fort exigu de la rivière. Les QIX 2 et QIX 5 valent en effet respectivement 3,8 et 5,6 m3. Le QIX 10 est de 6,7 m3/s et le QIX 20 de 7,9 m3. Quant au QIX 50, il se monte à 9,3 m3/s.
Le débit instantané maximal enregistré à Vandières a été de 12,6 m3/s le 25 février 1997, tandis que la valeur journalière maximale était de 5,42 m3/s le même jour. Si l'on compare la première de ces valeurs à l'échelle des QIX, on constate que cette crue était bien plus importante que la crue cinquantennale définie par le QIX 50 et donc très exceptionnelle.
Au total, le Trey est une rivière moyennement abondante, comme la plupart des cours d'eau du plateau lorrain. La lame d'eau écoulée dans son bassin versant est de 297 millimètres annuellement, ce qui est cependant un peu inférieur à la moyenne d'ensemble de la France tous bassins confondus (plus ou moins 320 millimètres), mais nettement inférieur à la moyenne du bassin de la Moselle (434 millimètres à Uckange). Le débit spécifique de la rivière (ou Qsp) se monte dès lors à 9,4 litres par seconde et par kilomètre carré de bassin.